# Ausonia (Landschaft)

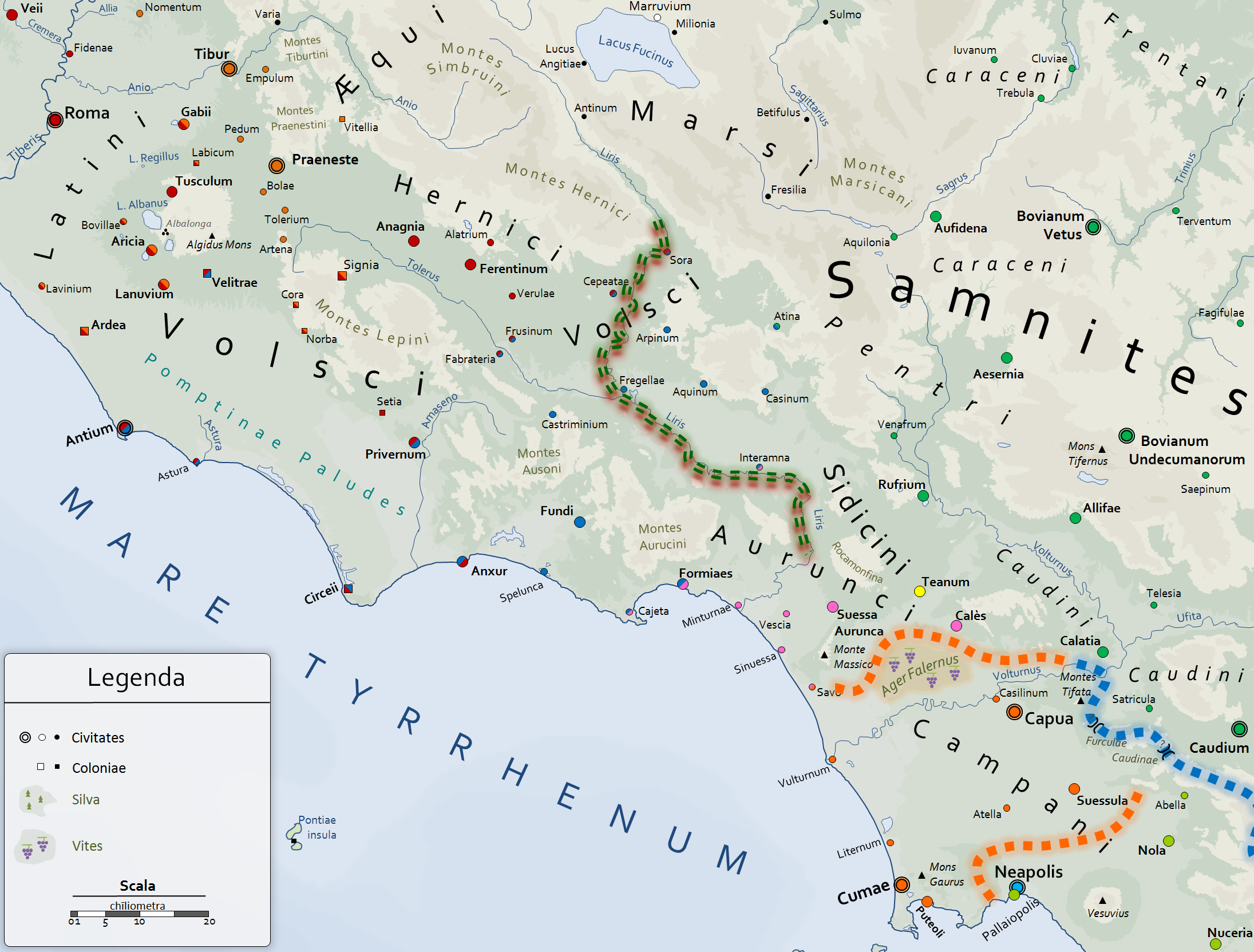
Ausonia (Aurunci)

Ausonia (griechisch: Αὐσονία) ist die griechische Bezeichnung für eine Landschaft in Italien, die das antike Volk der Ausones bewohnte. Ausonia lag an der Küste südöstlich von Rom, etwa an der Grenze zwischen Mittelitalien und Unteritalien. In der späteren Dichtung diente der Name Ausonia zur Bezeichnung größerer Gebiete in Mittel- und Unteritalien oder der ganzen Apenninhalbinsel.
Aus Sicht der griechischen Kolonien in Unteritalien waren die Ausones (oder Ausuni) Ureinwohner Italiens, nach heutigem Forschungsstand jedoch indogermanischen Ursprungs. Nach der Lautverschiebung fesiae > feriae (Rhotazismus) nannten die Lateiner das Volk Aurunci, Aurunici oder Aurini.